# Neotheronia schoenachii
Neotheronia schoenachii är en stekelart som först beskrevs av Dalla Torre 1902.  Neotheronia schoenachii ingår i släktet Neotheronia och familjen brokparasitsteklar. Inga underarter finns listade i Catalogue of Life.